# Elyne Mitchell
Sibyl Elyne Mitchell (* 30. Dezember 1913 in Melbourne, Victoria, Australien; † 4. März 2002 in Corryong, Victoria, Australien) war eine australische Kinderbuchautorin.

## Leben
Mitchell war die Tochter des australischen Generals Harry Chauvel, der im Ersten Weltkrieg die ANZAC Mounted Division während der Eroberung des damals zum Osmanischen Reich gehörenden Palästina führte. Sie erhielt ihre Ausbildung an der St. Catherine's School in Toorak und heiratete 1935 den Rechtsanwalt Thomas Walter Mitchell. Das Paar zog in die Australischen Alpen, die Snowy Mountains. In der ländlichen Umgebung erlernte sie das Reiten und Skifahren. Berichten zufolge soll sie die erste Frau gewesen sein, die die gesamte Strecke auf dem Westhang der Snowy Mountains auf Skiern als Abfahrt schaffte. Das Paar hatte in den folgenden Jahren vier Kinder.
Mitchell begann in den 1940er Jahren zu schreiben. Themen waren vorrangig die Natur und die Geschichte ihrer Umgebung in den Australischen Alpen, aber auch die Geschichte ihrer Familie und der Reitertruppen Australiens in den vergangenen Kriegen. Ihre Fotografien fanden Eingang in verschiedenen Veröffentlichungen und auch in die Kinderbücher, die sie ab den 1950er Jahren mit großem, auch internationalen Erfolg, veröffentlichte. Eine erfolgreiche Serie von Kinderbüchern erzählte von Snowy Brumby einem Palominohengst und seinen Nachfahren.

## Auszeichnungen und Ehrungen
- 1988: Medal of the Order of Australia anlässlich der 1988 Queen's Birthday Honours List
- 1993: Ehrendoktorat der australischen Charles Sturt University
- Seit 2005 wird der Elyne Mitchell Rural Woman's Writing Award verliehen.

## Veröffentlichungen
- 1942: Australia's Alps.
- 1945: Speak to the Earth.
- 1958: The Silver Brumby; 1993 verfilmt.
  - 1964: deutsch: Der Silberhengst. Wilde Pferde im australischen Bergland. Rascher, Zürich/Stuttgart.
- 1960: The Silver Brumby's Daughter.
  - 1964: deutsch: Kunama, das Silberfohlen. Rascher, Zürich/Stuttgart.
- 1962: Kingfisher Feather.
- 1964: Winged Skis.
- 1965: Silver Brumbies of the South.
- 1966: Silver Brumby Kingdom.
- 1968: Moon Filly.
  - 1973: deutsch: Das Mondfohlen: Vom gefährlichen Leben australischer Wildpferde. Arena Verlag, Würzburg, ISBN 3-401-03674-2.
- 1973: Silver Brumby Whirlwind.
- 1971: Light Horse to Damascus.
- 1975: The Colt at Taparoo, illustrated by Victor Ambrus. Hutchinson of Australia, Richmond, Victoria, Australien 1975, ISBN 0-09-130080-0.
- 1976: Son of the Whirlwind, illustrated by Victor Ambrus. Hutchinson, London, ISBN 0-09-130120-3.
- 1978: Light Horse: The Story of Australias Mounted Troops.
- 1983: Chauvel Country - The Story of a Great Australian Pioneering Family.
- 1985: Discoverers of the Snowy mountains, ISBN 0-333-40068-2.
- 1989: Towong Hill: Fifty Years on an Upper Murray Cattle Station.
- 1995: Dancing Brumby.
- 2003: Wild Echoes Ringing.